# Anovelo da Imbonate
Anovelo da Imbonate est un enlumineur et un peintre italien qui fut actif à Milan entre 1395 et 1402.

## Biographie
Anovelo da Imbonate, qui s'était formé dans l'atelier  de Giovanni di Benedetto da Como, a travaillé comme peintre  et enlumineur à Milan auprès de la famille Visconti entre 1395 et 1402.
Son travail le plus connu est le Messale dell´Incoronazione (Missel du couronnement) dans lequel est reproduite avec précision l'investiture de Gian Galeazzo Ier Visconti comme duc de Milan en septembre 1395. La signature de l'artiste figure en dessous de la miniature du Christ en Majesté. Le fait que ce travail lui a été commandé démontre qu'Anovelo bénéficiait, à cette date, d'une réelle renommée.
La liste des dépenses engagées dans la production du Missel de Santa Tecla en 1402 (Bibliothèque Capitulaire, Milan) indique le paiement à Anovelo de 89 lires 6 soldi pour l'enluminure des initiales et des miniatures. 
Anovelo a également enluminé deux copies identiques de la Vie des saints Aimo et Vermondo, fondateurs du monastère de San Vittorio de Meda en dehors de Milan (Castello Sforzesco, Milan).
Son activité ne s'est pas uniquement limitée à l'enluminure car il a été également un peintre de fresques dans la décoration des oratoires et chapelles princières.
Les attributions se sont accrues à la fin des années 1980. Elles sont aujourd'hui nombreuses, mais non documentées avec certitude.

## Œuvres
Enluminures
- Messale dell'Incoronazione di Gian Galeazzo Visconti (1400-1402), Bibliothèque Capitulaire San Ambrogio, Milan
- Messale de Santa Tecla (1402), Bibliothèque Capitulaire San Ambrogio, Milan

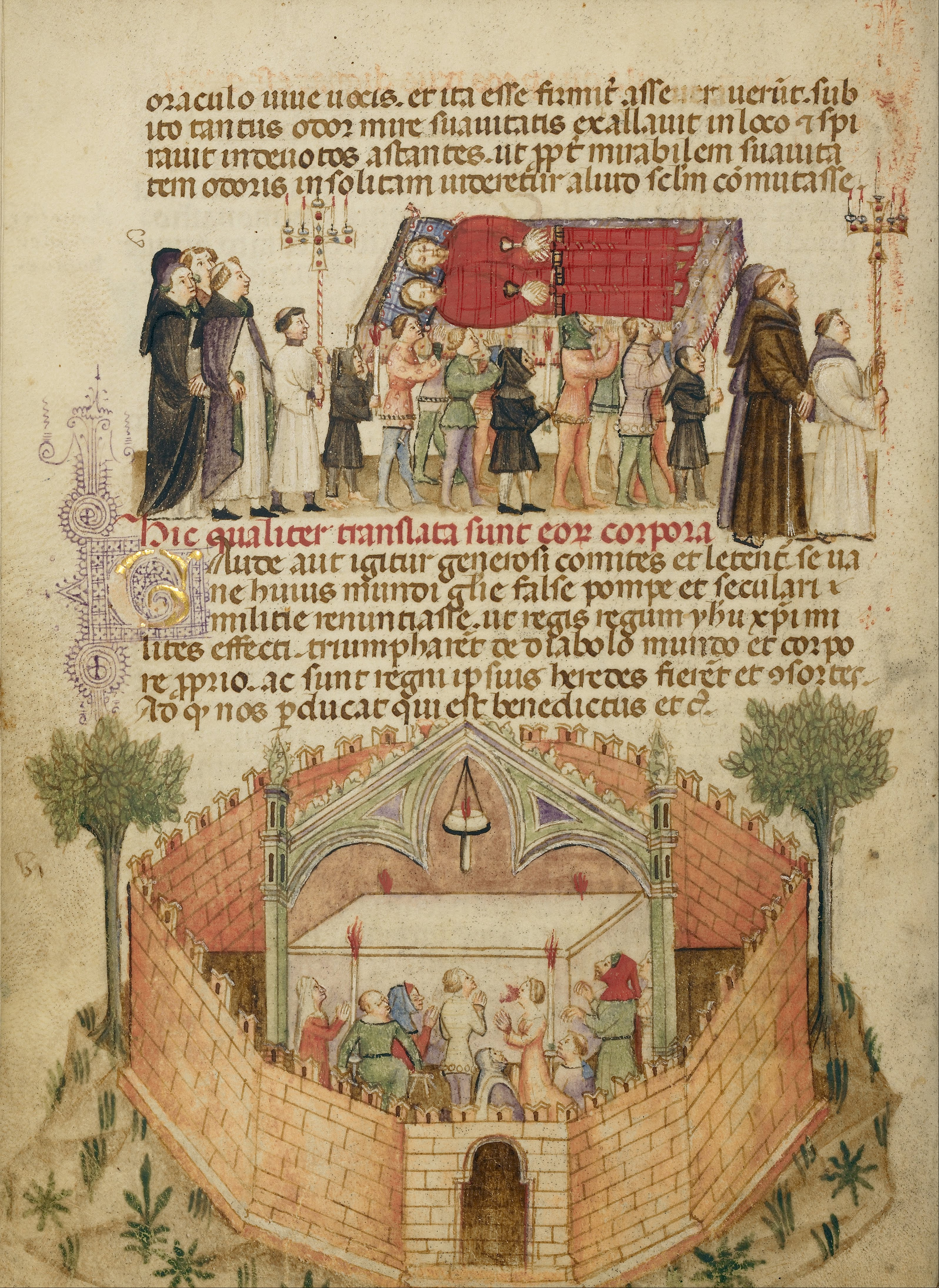
Attribué à Anovelo da Imbonate, Translation des corps des saints Aimo et Vermondo, Getty Center, Los Angeles

- Vie des saints Aimo et Vermondo, fondateurs du monastère de San Vittorio de Meda, Castello Sforzesco, Milan.
- Postillae in Genesium di Nicola de Lyra,
- Histoire de la destruction de Troie de Guido delle Colonne, Galerie Braidense, Milan.
- Miniature de deux copies identiques de Legenda venerabilium virorum Aymonis et Vermondi  (Vie des saints Aimo et Vermondo Corio (it)) (attribution), Getty Center, Los Angeles), Biblioteca Trivulziana, Milan.

Fresques
- Crucifixion, transept de l'église San Marco, Milan (attribution récente).
- Trionfo di San Tommaso, chapelle Visconti, basilique Sant'Eustorgio, Milan (attribution incertaine avec Giovanni da Milano).
- Madonna in trono con bambino, santi e donatori de la tombe Robbiani à San Lorenzo, Milan (attribution récente).
- Apparizione di Cristo a San Domenico e a un donatore, basilique Sant'Eustorgio, Milan (attribution récente).
- Oratoire Porro à Lentate et église de Viboldone.

Autres
- Crucifixion, tempera sur bois de 100 cm × 35 cm (panneau d'un polyptyque démembré provenant de l'église San Giorgio al Palazzo, maintenant à la basilique  Sant'Eustorgio).